# Homoneura discoalbata
Homoneura discoalbata är en tvåvingeart som beskrevs av Mitsuhiro Sasakawa 1991. Homoneura discoalbata ingår i släktet Homoneura och familjen lövflugor. Inga underarter finns listade i Catalogue of Life.